# SN 2001ft
SN 2001ft – supernowa odkryta 9 października 2001 roku w galaktyce A043932-0122. W momencie odkrycia miała maksymalną jasność 25,10m.